# Numa Monnard
Numa Monnard (Hauterive, 23 september 1918 - 5 oktober 2001) was een Zwitsers voetballer die speelde als aanvaller.

## Carrière
Monnard startte zijn carrière bij tweedeklasser Cantonal Neuchâtel en stapte na twee seizoenen over naar FC Basel. Ook bij Basel speelde hij twee seizoenen alvorens te gaan spelen voor Servette Genève met hen werd hij landskampioen in 1940. Hij speelde drie seizoenen voor hen voordat hij terug keerde naar Cantonal Neuchâtel dat op dat moment in de hoogste klasse speelde. Na een seizoen ging hij spelen voor Lausanne Sports waarmee hij in 1944 zowel de beker als het landkampioenschap won. Hij keerde nadien terug naar Cantonal Neuchâtel dat opnieuw gedegradeerd was en wist in 1950 opnieuw te promoveren naar de hoogste klasse maar dat duurde ook maar een seizoen en men degradeerde onmiddellijk terug. Hij speelde nog een laatste seizoen bij ES FC Malley vooraleer zijn carrière te beëindigen. Hij speelde nadien nog enkele wedstrijden voor het lokale FC Hauterive.
Hij speelde zestien interlands voor Zwitserland waarin hij vijf keer tot scoren kwam.
Hij trainde nadien ook nog Stade Lausanne. In 1963 werd hij als coach aangesteld bij ES FC Malley waar hij speler-trainer Jean Claret opvolgde. Hij ging in 1965 weer aan de slag bij Stade Lausanne. Hij trainde in de jaren 70' ook nog FC Forward Morges.

## Erelijst
- FC Basel
  - Topschutter: 1937/38
- Servette Genève
  - Landskampioen: 1940
- Lausanne Sports
  - Landskampioen: 1944
  - Zwitserse voetbalbeker: 1944